# Copiador de ROM

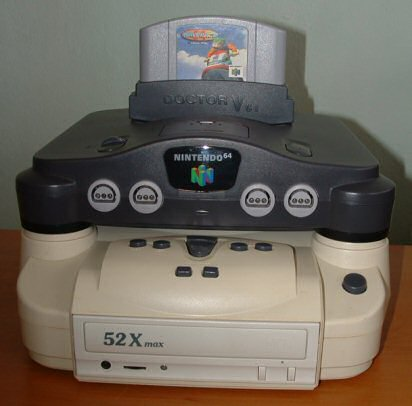
Doctor V64 instalado en una Nintendo 64.

Un copiador de ROM (en inglés: game backup device) , también llamado cartucho flash (en inglés: flash cartridge), es un dispositivo para hacer copias de seguridad de un videojuego contenido en un cartucho. En el proceso extrae la información de la  memoria ROM del cartucho y la guarda en un archivo llamado imagen ROM. Posteriormente permite ejecutar las copias de seguridad en el hardware real. Los cartuchos flash actuales para las plataformas Game Boy Advance y Nintendo DS solo permiten la ejecución de imágenes ROM, no pueden realizar copias.
Los copiadores de ROM también hacen posible el desarrollo de programas homebrew para videoconsolas. Los copiadores de ROM se diferencian de los modchips en que los modchip son usados en los sistemas que usan medios que pueden ser fácilmente copiados, como CD y DVD, para saltarse las protecciones anti-copia, mientras que los copiadores de ROM son utilizados en videoconsolas que funcionan con cartuchos.
Las empresas de videojuegos consideran estos dispositivos como herramientas de ingeniería inversa para evitar copiar el cartucho físicamente. La mayoría de estos dispositivos son hechos en china, pero están disponibles en todo el mundo. Compañías como Nintendo han tomado acciones para eliminar estos dispositivos del mercado, pero la rápida difusión de la información y la venta de productos en Internet hace difícil solucionar este problema. Los aficionados argumentan que estos dispositivos deberían ser legales porque permiten hacer copias de seguridad de videojuegos para evitar perderles si se daña el original y porque permite el desarrollo de nuevo software para las videoconsolas.

## Copiadores de ROM para videoconsolas

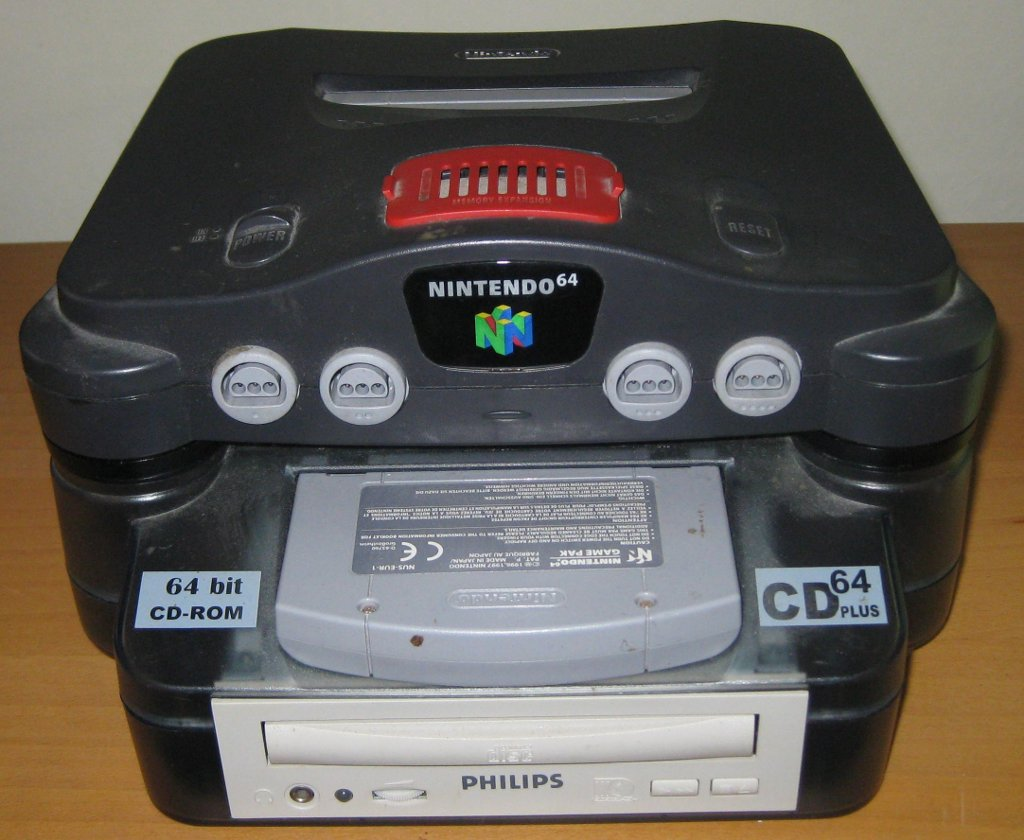
CD64 instalado en una Nintendo 64.

### Super Nintendo Entertainment System
- Super UFO series
- Game Doctor Series
- Multi Game hunter (MGH)
- Double Pro Fighter

### Nintendo 64
- Doctor V64
- CD64
- Z64
- NEO N64 Myth Cart

## Copiadores de ROM para videoconsolas portátiles

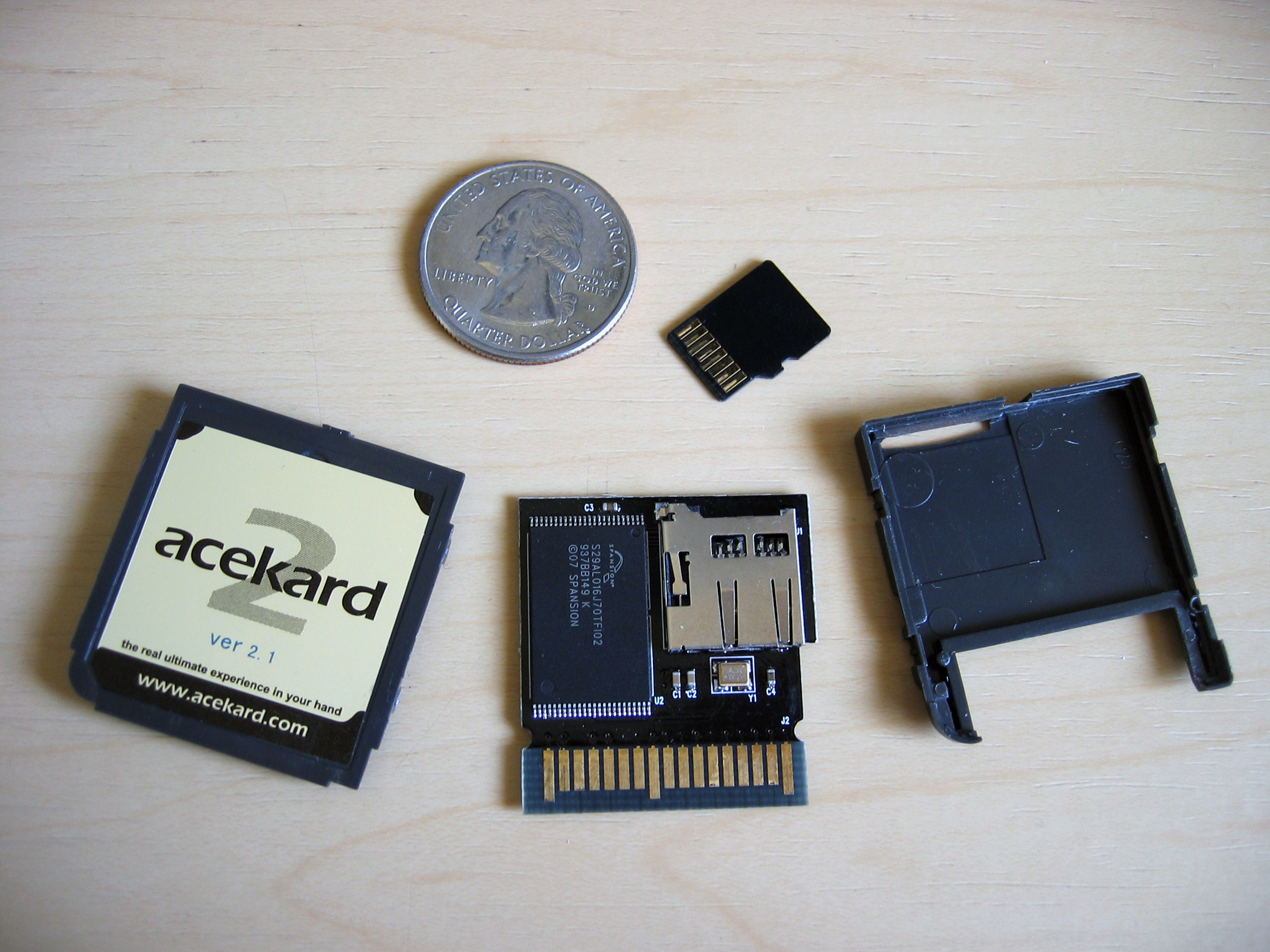
Cartucho para la Nintendo DS que permite cargar imágenes ROM de una tarjeta MicroSD.

### Game Boy
- GB Xchanger (copiador externo conectado a un ordenador)

### Game Boy Advance
- EZFlash Advance

### Nintendo DS
No hay copiadores de ROM comerciales pero existen muchos tipos de cartuchos flash que permiten jugar con imágenes ROM. Asimismo, existe un programa de "homebrew" que funciona como copiador.